# Premio Campiello
El Premio Campiello es un premio literario italiano. Es considerado como uno de los premios nacionales más prestigiosos para un libro de ficción escrito en italiano para una primera obra (Opera prima).
Un jurado de expertos literarios (Giuria di letterati en italiano) identifica los libros publicados durante el año y, en una audiencia pública, selecciona cinco de los finalistas. Estos libros se llaman il Premio Selezione Campiello. A continuación, un jurado de 300 lectores (llamada Giuria dei 300 lettori) que representan a diferentes grupos sociales, culturales y profesionales de cada región de Italia, cada uno con un voto, decide el ganador de la selección.

## Historia
En 1962 Confindustria Veneto buscaba un contacto entre las empresas y el sector literario y decidió formular un premio literario. El primer premio fue otorgado a Primo Levi por su libro autobiográfico La Tregua, traducido en Gran Bretaña como La Tregua y en los Estados Unidos como Reawakening. La ceremonia tuvo lugar en Venecia's Teatro Verde en la isla de San Giorgio Maggiore, el 3 de septiembre de 1963.
Hoy en día, el premio está siendo promovido por empresarios italianos de la región de Veneto y que sirve para promover la literatura italiana.
Hay un premio literario para autores jóvenes, llamado Campiello Giovani. Los participantes deben demostrar que son entre 15 y 22 años de edad para calificar. El comité que determina el Campiello Giovani se compone de los jóvenes. Muy a menudo los ganadores y finalistas anteriores sirven en el jurado inicial para determinar los participantes actuales. Luego, tres maestros votan por los cinco finalistas, y el Jurado de 300 seleccionar el ganador.
A partir de 2004 también se le asigna el premio a la mejor primera obra, llamado Premio Campiello Opera Prima.
Algunos países extranjeros, como Alemania y España, han comenzado a otorgar un premio llamado Campiello utilizando el mismo modelo.

## Ganadores
| Año  | Ganador                                     | Autor                         | Editorial           | Otros ganadores |
| ---- | ------------------------------------------- | ----------------------------- | ------------------- | --- |
| 1963 | La tregua                                   | Primo Levi                    | Einaudi             | |
| 1964 | Il male oscuro                              | Giuseppe Berto                | Rizzoli             | |
| 1965 | La compromissione                           | Mario Pomilio                 | Vallecchi           | |
| 1966 | Questa specie d'amore                       | Alberto Bevilacqua            | Rizzoli             | |
| 1967 | Orfeo in Paradiso                           | Luigi Santucci                | Mondadori           | |
| 1968 | L'avventura di un povero cristiano          | Ignazio Silone                | Mondadori           | |
| 1969 | L'Airone                                    | Giorgio Bassani               | Mondadori           | |
| 1970 | L'attore                                    | Mario Soldati                 | Mondadori           | |
| 1971 | Ritratto in piedi                           | Gianna Manzini                | Mondadori           | |
| 1972 | Per le antiche scale                        | Mario Tobino                  | Mondadori           | |
| 1973 | Il trono di legno                           | Carlo Sgorlon                 | Mondadori           | |
| 1974 | Alessandra                                  | Stefano Terra                 | Bompiani            | |
| 1975 | Il prato in fondo al mare                   | Stanislao Nievo               | Mondadori           | |
| 1976 | Il busto di gesso                           | Gaetano Tumiati               | Mursia              | |
| 1977 | Il selvaggio di Santa Venere                | Saverio Strati                | Mondadori           | |
| 1978 | Carlo Magno                                 | Gianni Granzotto              | Mondadori           | |
| 1979 | Storia di Tönle                             | Mario Rigoni Stern            | Einaudi             | |
| 1980 | Il fratello italiano                        | Giovanni Arpino               | Rizzoli             | |
| 1981 | Diceria dell'untore                         | Gesualdo Bufalino             | Sellerio            | |
| 1982 | Se non ora quando?                          | Primo Levi                    | Einaudi             | |
| 1983 | La conchiglia di Anataj                     | Carlo Sgorlon                 | Mondadori           | |
| 1984 | Per amore, solo per amore                   | Pasquale Festa Campanile      | Bompiani            | |
| 1985 | Gli occhi di una donna                      | Mario Biondi                  | Longanesi           | |
| 1986 | La partita                                  | Alberto Ongaro                | Longanesi           | |
| 1987 | I fuochi del Basento                        | Raffaele Nigro                | Camunia             | |
| 1988 | Le strade di polvere                        | Rosetta Loy                   | Einaudi             | |
| 1989 | Effetti personali                           | Francesca Duranti             | Rizzoli             | |
| 1990 | La lunga vita di Marianna Ucrìa             | Dacia Maraini                 | Rizzoli             | |
| 1991 | Di buona famiglia                           | Isabella Bossi Fedrigotti     | Longanesi           | |
| 1992 | La casa a Nord-Est                          | Sergio Maldini                | Marsilio            | |
| 1993 | La valle dei cavalieri                      | Raffaele Crovi                | Mondadori           | |
| 1994 | Sostiene Pereira                            | Antonio Tabucchi              | Feltrinelli         | |
| 1995 | Il coraggio del pettirosso                  | Maurizio Maggiani             | Feltrinelli         | |
| 1996 | Esilio                                      | Enzo Bettiza                  | Mondadori           | |
| 1997 | Il caso Courrier                            | Marta Morazzoni               | Longanesi           | |
| 1998 | Il talento                                  | Cesare De Marchi              | Feltrinelli         | |
| 1999 | Fuochi fiammanti a un’ora di notte          | Ermanno Rea                   | Rizzoli             | |
| 2000 | La forza del passato                        | Sandro Veronesi               | Bompiani            | |
| 2001 | Nati due volte                              | Giuseppe Pontiggia            | Mondadori           | |
| 2002 | Il custode dell’acqua                       | Franco Scaglia                | Piemme              | |
| 2003 | Il Maestro dei santi pallidi                | Marco Santagata               | Guanda              | |
| 2004 | Una barca nel bosco                         | Paola Mastrocola              | Guanda              | Opera prima: Mosca più balena di Valeria Parrella |
| 2005 | Mandami a dire y Il sopravvissuto           | Pino Roveredo Antonio Scurati | Bompiani            | Opera prima: Con le peggiori intenzioni di Alessandro Piperno |
| 2006 | La vedova scalza                            | Salvatore Niffoi              | Adelphi             | Opera prima: Senza coda di Marco Missiroli |
| 2007 | Mille anni che sto qui                      | Mariolina Venezia             | Einaudi             | Opera prima: Fìdeg di Paolo Colagrande |
| 2008 | Rossovermiglio                              | Benedetta Cibrario            | Feltrinelli         | Opera prima: La solitudine dei numeri primi di Paolo Giordano |
| 2009 | Venuto al mondo                             | Margaret Mazzantini           | Mondadori           | Opera prima: L'ultima estate di Cesarina Vighy |
| 2010 | Accabadora                                  | Michela Murgia                | Einaudi             | Opera prima: Acciaio di Silvia Avallone |
| 2011 | Non tutti i bastardi sono di Vienna         | Andrea Molesini               | Sellerio            | Opera prima: Settanta acrilico trenta lana di Viola Di Grado |
| 2012 | La collina del vento                        | Carmine Abate                 | Mondadori           | Opera prima: Il trono vuoto di Roberto Andò |
| 2013 | L'amore graffia il mondo                    | Ugo Riccarelli                | Mondadori           | Opera prima: Cate, io di Matteo Cellini |
| 2014 | Morte di un uomo felice                     | Giorgio Fontana               | Sellerio            | Opera prima: La fabbrica del panico di Stefano Valenti |
| 2015 | L'ultimo arrivato                           | Marco Balzano                 | Sellerio            | Opera prima: La vita prodigiosa di Isidoro Sifflotin di Enrico Ianniello Fondazione Il Campiello: Sebastiano Vassalli Campiello Giovani: Eva Luna Mascolino, Je Suis Charlie |
| 2016 | La prima verità                             | Simona Vinci                  | Einaudi             | Opera prima: La teologia del cinghiale di Gesuino Némus Fondazione Il Campiello: Ferdinando Camon Campiello Giovani: Ludovica Medaglia, Wanderer (Viandante)                 |
| 2017 | L'Arminuta                                  | Donatella Di Pietrantonio     | Einaudi             | Opera prima: Un buon posto dove stare di Francesca Manfredi Fondazione Il Campiello: Rosetta Loy Campiello Giovani: Andrea Zancanaro, Ognuno ha il suo mostro                |
| 2018 | Le assaggiatrici                            | Rosella Postorino             | Feltrinelli         | Opera prima: Gli 80 di Campo Rammaglia di Valerio Valentini Fondazione Il Campiello: Marta Morazzoni Campiello Giovani: Elettra Solignani, Con i mattoni                     |
| 2019 | Madrigale senza suono                       | Andrea Tarabbia               | Bollati Boringhieri | Opera prima: Hamburg di Marco Lupo Fondazione Il Campiello: Isabella Bossi Fedrigotti Campiello Giovani: Matteo Porru, Talismani                                             |
| 2020 | Vita, morte e miracoli di Bonfiglio Liborio | Remo Rapino                   | Minimum fax         | Opera prima: Le isole di Norman di Veronica Galletta Fondazione Il Campiello: Alessandro Baricco Campiello Giovani: Michela Panichi, Meduse                                  |

## Premio Speciale
De 1997 a 2003 Fondazione Il Campiello otorgado un premio especial (Premio Speciale della Giuria dei letterati), que reconoce los escritores contemporáneos de destacada labor durante toda su vida. El Premio Speciale fue otorgado a:
- Anna Maria Ortese (1997)
- Elio Pagliarani (1998)
- Maria Corti (1999)
- Franco Lucentini (2000)
- Raffaele La Capria (2001)
- Michel Tournier (2002)
- Edoardo Sanguineti (2003)